# Of the Wand & the Moon
Of the Wand & the Moon er et musikalsk projekt af Kim Larsen inden for neofolk genren.
Kim Larsen spillede oprindeligt i doom metal-bandet Saturnus som guitarist, men forlod gruppen i 1999 og debuterede med Of The Wand & the Moon samme år. OTWATM er et overvejende akustisk melankolsk projekt, som bagmanden selv beskriver som inspireret af ”alkohol, runer og misantropi” .  Musikken består mest af akustisk guitar, atmosfæriske keyboard flader og afdæmpet trommespil.
Især den femte plade kaldet The Lone Descent fra 2011 er blevet rost som et mesterværk og i Politiken beskrevet som:  ” ’The Lone Descent’ er en bjergtagende lyd af industriel styrke og menneskelig sårbarhed pustet ind i neofolkens tusmørke.” 

## Diskografi

### Udgivelser
| År   | Titel                                      | Format, Bemærkninger                                                                   |
| ---- | ------------------------------------------ | -------------------------------------------------------------------------------------- |
| 1999 | Nighttime Nightrhymes                      | LP/CD                                                                                  |
| 2000 | Sól Ek Sà                                  | 7"                                                                                     |
| 2000 | Midnight Will                              | 10", begrænset oplag på 666                                                            |
| 2001 | :Emptiness:Emptiness:Emptiness:            | LP/CD                                                                                  |
| 2001 | Bringing Light And Darkness                | 12", sammen med Sol Invictus, Matt Howden og Unveiled. Begrænset oplag på 500          |
| 2001 | My Black Faith                             | 7"                                                                                     |
| 2001 | I Crave For You                            | 7", Begrænset oplag på 1,000                                                           |
| 2003 | Lucifer                                    | LP/CD, B-Sider og optagelser fra :E:E:E: indspilningerne                               |
| 2003 | :1998 - 2003: Box                          | Box, begrænset oplag på 500. Består af vinyl udgaver af alle tidligere LP’er           |
| 2005 | Hail Hail Hail                             | 7"                                                                                     |
| 2005 | Sonnenheim                                 | LP/CD                                                                                  |
| 2010 | Its Like Dying On Christmas Day            | 7"                                                                                     |
| 2011 | Shine Like Algiz                           | 7", Picture Disc, Begrænset oplag.                                                     |
| 2011 | The Lone Descent                           | LP/CD                                                                                  |
| 2012 | Live At The Lodge Of Imploded Love         | CD/DVD, Koncertoptagelse fra The Lodge Of Imploded Love, sommeren 2011                 |
| 2013 | Shall Love Fall From View?                 | 7", Begrænset oplag på 500                                                             |
| 2016 | I Called Your Name                         | 7"                                                                                     |
| 2016 | Tunes For A Twilight Tears For A Lifetime  | LP/CD                                                                                  |
| 2018 | Time's Out Of Reach                        | 7"                                                                                     |
| 2020 | Abendrot Im Walde                          | 7"                                                                                     |
| 2020 | Tainted Tears                              | 12"                                                                                    |
| 2021 | Your Love Can't Hold This Wreath Of Sorrow | LP/CD                                                                                  |
| 2021 | Whispers Of The Past                       | 7", Begrænset oplag på 500                                                             |
| 2023 | Live In Los Angeles                        | LP/CD, Koncertoptagelse fra Los Angeles optaget 10. marts 2023. Begrænset oplag på 100 |
| 2023 | Behold The Trees                           | LP/CD                                                                                  |

Of The Wand and The Moon har som pioner inden for genren i Danmark inspireret andre danske neofolk grupper som Othala og Subfinal. Of the Wand & the Moon har også opnået betydelig opmærksomhed i udlandet .

## Eksterne kilder
Officielle
- Officiel hjemmeside
- Officiel :Of The Wand & The Moon: Myspace
- Officiel :Of The Wand & The Moon: Facebook
- Officiel :Of The Wand & The Moon: iTunes

Anmeldelser
- Anmeldelse af koncert på Roskilde Festival
- Anmeldelse af The Lone Descent (Engelsk) (Webside ikke længere tilgængelig)
- Arkiveret 8. marts 2016 hos  Wayback Machine Anmeldelse af The Lone Descent i Gaffa